# Landschap met losbrekende stier
Landschap met losbrekende stier is een schilderij door de Noord-Nederlandse schilder Abraham Begeyn in de Rijkscollectie.

## Voorstelling
Het stelt een heuvelachtig landschap voor met op de voorgrond een beekje. Door dit beekje leidt een herder een kudde rundvee. Terwijl hij dit doet breekt een stier los, die enkele schapen opjaagt die de bossen invluchten. Linksachter is een weiland met een kudde vee en een ruiter te zien. Het werk is sterk beïnvloedt door werk van de schilder Nicolaes Berchem, bij wie Begeyn mogelijk ook in de leer is geweest.

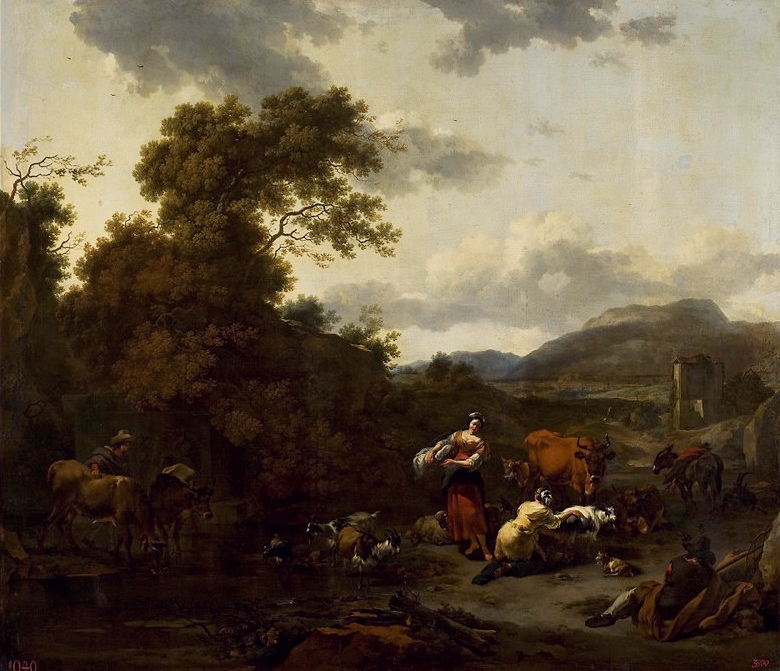
Nicolaes Berchem. Landschap met pastorale voorstelling. Warschau, Muzeum Narodowe w Warszawie.

## Toeschrijving en datering
Het schilderij is rechtonder gesigneerd ‘ABegein’.

## Herkomst
Het werk bevond zich vroeger in de verzameling van Paulina Petronella Johanna Odilia van Bijlevelt. Zij overleed in 1947 in Huize Alenvelt in Vleuten. Met haar stierf de oudste tak uit van afstammelingen van Willem Dircksz. van Bijlevelt, een Rooms-Katholiek brouwer, die leefde in Vleuten in de 17e eeuw. Na haar dood liet ze een aantal schilderijen, waaronder Landschap met losbrekende stier, per legaat na aan het Centraal Museum in Utrecht. In 2006 besloot het Centraal Museum het werk, samen met 1400 andere stukken uit de collectie, af te stoten. Eerst werd het van 4 februari tot en met 8 maart 2006 tentoongesteld om andere musea de gelegenheid te geven de werken voor hun collectie te verwerven. Dit gebeurde met circa 700 stukken, waaronder ook het schilderij van Begeyn dat voor de Rijkscollectie werd verworven. De overige stukken werden op 12 maart 2006 in de 'stallen' van het Centraal Museum geveild door veilinghuis Sotheby's.